# Воронин, Валерий Иванович
Вале́рий Ива́нович Воро́нин (17 июля 1939, Москва — 19 мая 1984, Москва) — советский футболист, полузащитник.
Мастер спорта СССР (1960), мастер спорта СССР международного класса (11.08.1966), заслуженный мастер спорта (1966). Один из лучших футболистов своего поколения.

## Биография
Валерий Воронин родился 17 июля 1939 года в Москве. Первые матчи провёл в 1952 году за детскую команду завода «Каучук», после чего отец привёл его на просмотр к своему сослуживцу Константину Бескову, который взял Воронина в дубль московского «Торпедо». В 1955 году Воронин оказался в ФШМ, которую также возглавлял Бесков. В 1958 году дебютировал в основном составе «Торпедо».
К началу 1960-х годов в «Торпедо» подобралась перспективная команда, в составе которой играли такие мастера советского футбола как Валентин Иванов, Эдуард Стрельцов и Слава Метревели. Вскоре в эту команду вошёл и перспективный Воронин (который первоначально играл в связке с Николаем Маношиным), выступающий в центре полузащиты и являвшийся «мотором» команды. Наиболее успешным для «автозаводцев» получился сезон 1960, когда команда впервые в истории выиграла золотые медали чемпионата, а также одержала победу в Кубке СССР. Воронин был одним из творцов этого успеха и вскоре получил вызов в сборную СССР, за которую дебютировал в матче против сборной Венгрии.
На чемпионате мира 1962 года в Чили Воронин был одним из лидеров советской сборной. По итогам чемпионата был включён в состав символической сборной турнира, кроме него подобного не добивался ни один другой советский и российский футболист. На чемпионате Европы 1964 советская сборная дошла до финала (в полуфинале была обыграна сборная Дании, победный гол которой забил Воронин), в котором уступила испанцам. В этом году Воронин был признан футболистом года в СССР, а французский журнал «France Football» включил его в десятку лучших футболистов Европы. По словам сына Воронина, Михаила, в то время серьёзный интерес к его отцу проявляли «Реал Мадрид» и «Интер».
В 1965 году «Торпедо» выиграло второе чемпионство, а капитан Воронин второй раз подряд был признан лучшим футболистом СССР. К тому времени его популярность в СССР была огромной, а «France Football» на этот раз поставила полузащитника на восьмое место в списке лучших европейских игроков. Пиком карьеры Воронина стал чемпионат мира в Англии, где сборная СССР заняла лучшее для себя 4-е место, а Воронин по-прежнему являлся одним из лидеров команды.
Основатель фирмы «Adidas» Ади Дасслер присылал Воронину посылки с последними моделями костюмов, бутс и личным письмом.
В мае 1968 года главный тренер сборной СССР Михаил Якушин отчислил его из сборной за частые нарушения дисциплины и режима за две недели до отлёта на чемпионат Европы в Италии. Вскоре после этого футболист попал в серьёзную автокатастрофу, чудом остался жив, но его внешность была обезображена. Тем не менее, он сумел вернуться на поле и в чемпионате 1969 провёл 8 матчей, забил два гола, причём первый из них в ворота московского «Динамо», которые в том матче защищал Лев Яшин. Однако далее был вынужден завершить карьеру.
Вскоре стал злоупотреблять алкоголем, развёлся с женой. До конца жизни пытался заняться журналистикой, тренировал цеховые команды ЗИЛа, однако вернуться к полноценной жизни не сумел.

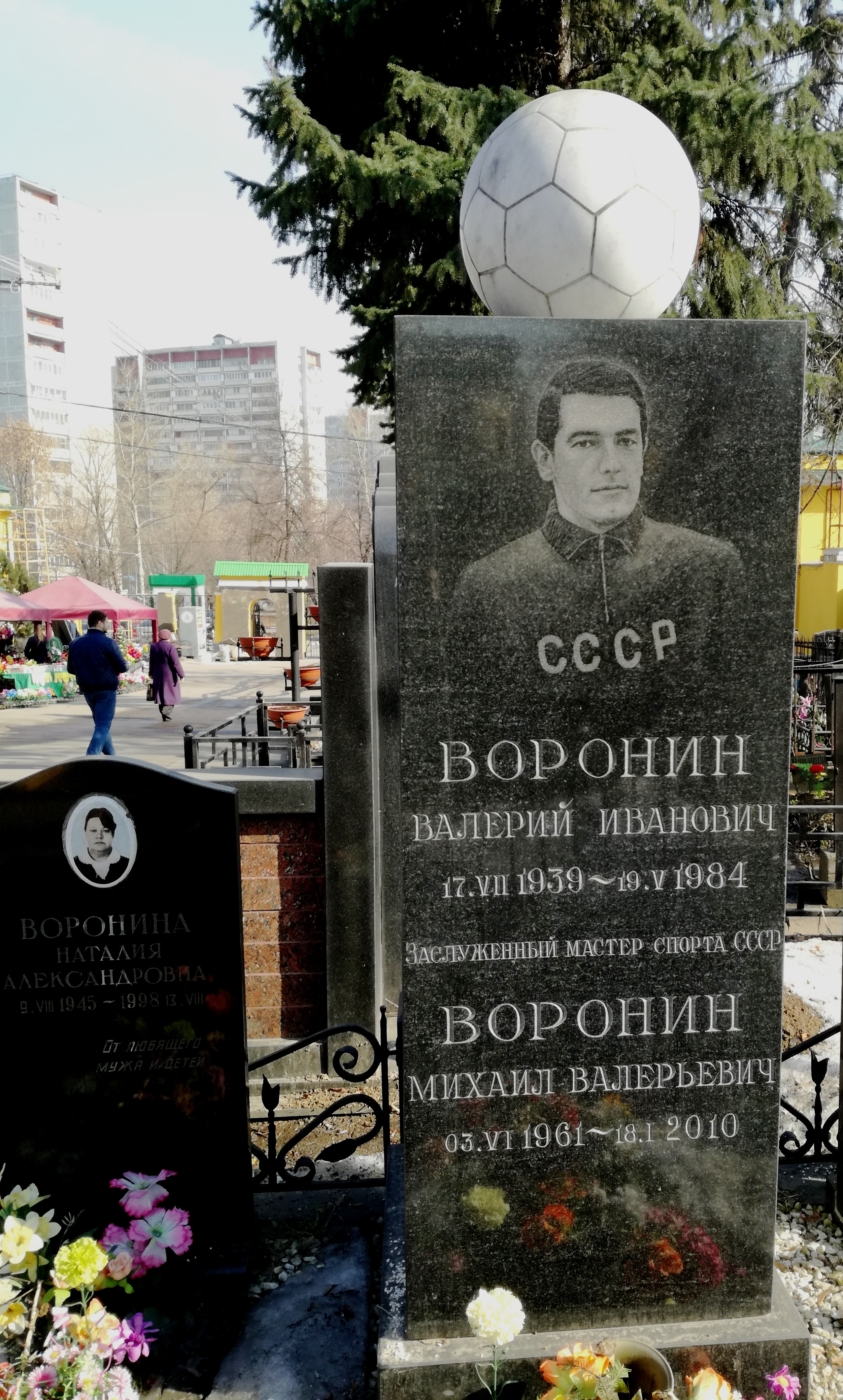
Могила Воронина на Даниловском кладбище

9 мая 1984 года в 8 часов 15 минут Воронин был обнаружен рядом с проезжей частью Варшавского шоссе Москвы с черепно-мозговой травмой, полученной предположительно «от удара тупым предметом (пивной кружкой) по голове в пьяной разборке». Скончался в больнице 19 мая 1984 года. Похоронен на Даниловском кладбище в Москве. Информации о его смерти и похоронах в советской прессе не было. Лица, причастные к его смерти, установлены не были. Некролог о смерти Воронина был помещён в газете «Советский спорт» (23 мая 1984 г. № 118) и еженедельнике «Футбол-Хоккей» (27 мая 1984 г. № 21).

## Сборная
В составе сборной СССР провёл 63 матча и забил 5 мячей, в 1965 году в семи матчах был капитаном команды. Первый матч за сборную провёл 4 сентября 1960 года против Австрии (1:3). Последний матч провёл 21 мая 1968 года против Чехословакии (3:2).
В составе Олимпийской сборной СССР провёл 3 матча.
В 1964 году выступал за сборную УЕФА против команд Югославии и Скандинавии.

## Достижения

### Командные
«Торпедо»
- Чемпион СССР (2): 1960, 1965
- Серебряный призёр чемпионата СССР (2): 1961, 1964
- Обладатель Кубка СССР: 1960

Сборная СССР
- Серебряный призёр Кубка Европы: 1964
- 4-е место чемпионата мира: 1966

### Личные
- Лучший футболист СССР (по результатам опроса еженедельника «Футбол») (2): 1964, 1965
- В списках 33 лучших футболистов сезона в СССР (6): № 1 (1961, 1963, 1964, 1965); № 2 (1960, 1966)
- Обладатель приза «За самый красивый гол, забитый на московских стадионах»: 1965
- Входит в символическую сборную чемпионата мира: 1962
- Член клуба Игоря Нетто

## Факты
- По словам писателя Александра Нилина, Воронин мог сняться в фильме Марлена Хуциева «Июльский дождь»[4], но отказался из-за турне сборной СССР по Южной Америке. В итоге роль досталась Александру Белявскому.